# قمرا المريخ
|                                             |  |                                              |
| صورة ملونة لفوبوس تم أخذها في 23 مارس 2008. |  | صورة ملونة لديموس تم أخذها في 21 فبراير 2009 |

للمرّيخ قمران، هما فوبوس وديموس، والتي يعتقد أنها كانت كويكبات اجتذبت إلى مدار المريخ. اكتشف عالم الفلك أساف هول كِلا القمرين على حدٍ سواء عام 1877. وسميت باسم فوبوس بمعنى (الهلع/الخوف) وديموس بمعنى (الرعب/الفزع) في الأساطير اليونانية، برفقة والدهم آريز، إله الحرب، كان آريز معروفا كالمريخ في روما القديمة.

## التاريخ

### التكهنات المبكرة

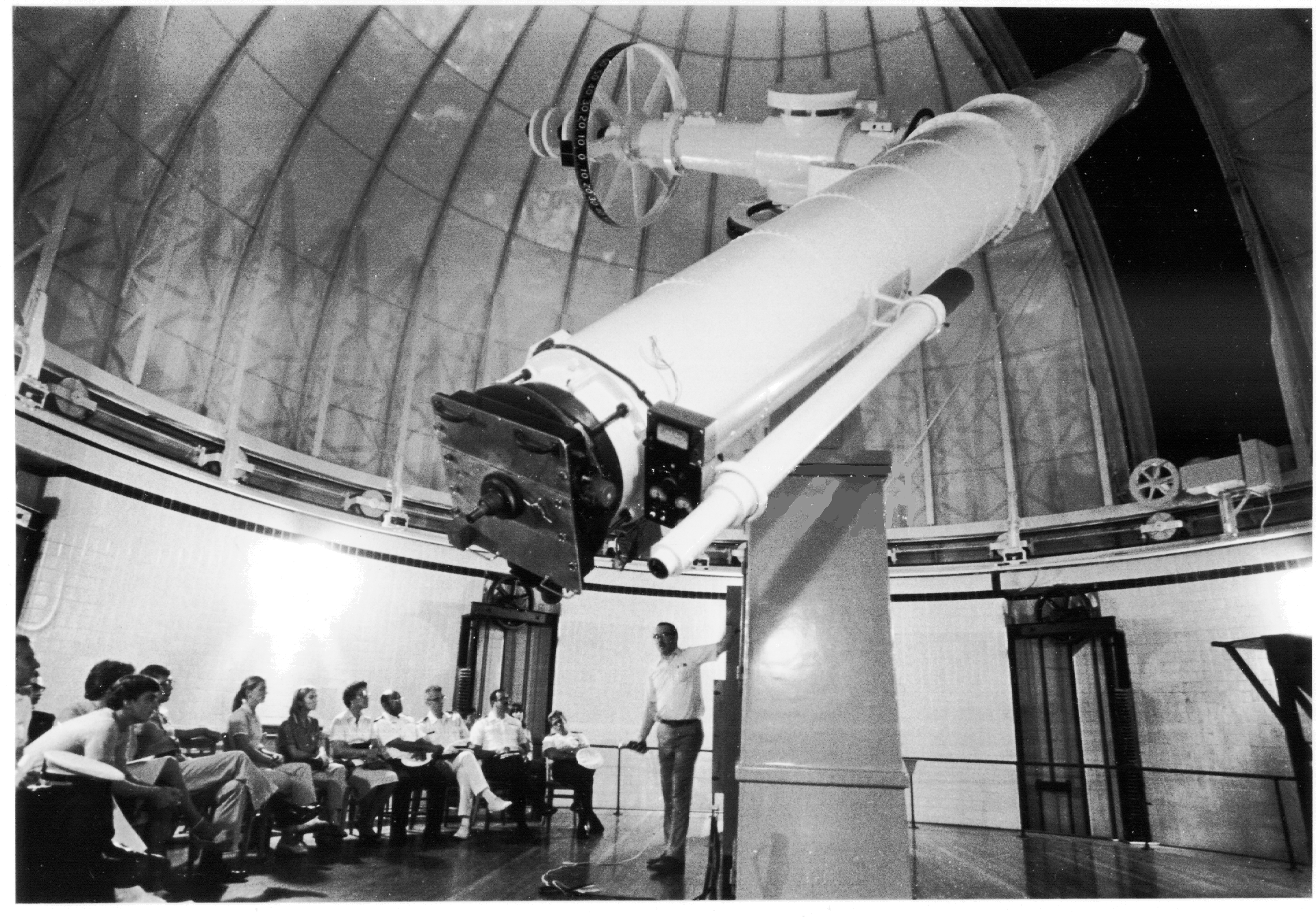
التلسكوب الذي استخدام لاكتشاف قمري المريخ

ربما بدأت التكهنات المبكرة مستلهمة قوانين يوهانس كيبلر وخصوصا قانون كبلر الثالث، حين قام جوناثان سويفت مؤلف العمل الكوميدي الترحالي رحلات غوليفر بالإشارة في روايته تلك -وبالتحديد في القسم الثالث، الفصل الثالث)- إلى قمرين اثنين ملازمان لكوكب المريخ ويدوران حوله على مسافة تبلغ 3,5 أقطار مريخية.

### الاكتشاف
اكتشفت أساف هول القمر ديموس في 12 أغسطس عام 1877 عند حوالي الساعة 07:48 بالتوقيت العالمي، واكتشف القمر فوبوس في 18 أغسطس من عام 1877، في مرصد البحرية الأمريكية في واشنطن العاصمة.

## تفاصيل مدارية
| الاسم                                                         | الاسم | الاسم             | الصورة | القطر (km)             | الكتلة (kg) | المحور شبه الرئيسي (km) | الدور المداري (h) | متوسط فترة طلوع القمر (h,d) |
| ------------------------------------------------------------- | ----- | ----------------- | ------ | ---------------------- | ----------- | ----------------------- | ----------------- | --------------------------- |
| المريخ 1                                                      | فوبوس | ‎/ˈfoʊbəs/‏ FOE-bəs |        | 22.2 km (27×21.6×18.8) | 1.08×1016   | 9 377 km                | 7.66              | 11.12 h (0.463 d)           |
| المريخ 2                                                      | ديموس | ‎/ˈdaɪməs/‏ DYE-məs |        | 12.6 km (10×12×16)     | 2×1015      | 23 460 km               | 30.35             | 131 h (5.44 d)              |
| الأحجام النسبية والمسافات لكوكب المريخ مع قمريه فوبوس وديموس. |       |                   |        |                        |             |                         |                   |                             |

في 15 آب 2013 قام مختبر الدفع النفاث بنشر فيلم  مكون من عدد من الصور المتتالية التقطتها العربة المتجولة كيوريوسيتي بواسطة الكاميرا ذات العدسة المقربة بتاريخ 1 آب 2013، يظهر هذا الفيلم مرور القمر فوبوس الأكبر حجماً من أمام القمر ديموس.

مرور القمر فوبوس (الأكبر حجماً) من أمام القمر ديموس وحجبه إياه، التقطت هذا الفيلم العربة الجوالة كيوريوسيتي